# 당악 김씨
당악 김씨(唐岳金氏)는 평안남도 중화군을 본관으로 하는 한국의 성씨이다.
시조 김낙(金樂)은 고려 개국에 공을 세워 개국통합삼한일등공신(開國統合三韓一等功臣)으로 당악군(唐岳君)에 봉해졌다.

## 역사
당악 김씨 시조 김낙(金樂)은 신라 문성왕의 5세손이며(문성왕은 신무왕의 아들이고 경순왕의 직계 조상인데...), 신라에서 대아찬(大阿湌)을 지낸 김무력(金武力)(김무력은 가야 왕족 출신인데...)의 첫째 아들이다. (왜곡이 되었네요)그는 왕건(王建)을 도와 삼한을 통일하고 고려 개국에 공을 세워 개국통합삼한일등공신(開國統合三韓一等功臣)으로 당악군(唐岳君, 중화 옛 지명)에 봉해졌으며 식읍 3,000호를 하사받았다. 원보(元甫) 겸 대장군(大將軍)에 올라 927년(태조 10) 7월 대량성(大良城, 지금 합천)을 함락시키고, 그 해 10월 대구 팔공산(八公山) 동수전투(桐藪戰鬪)에서 견훤(甄萱)과 싸우다가 왕건이 포위되어 위급하게 되자 신숭겸(申崇謙)과 함께 왕건을 덤불 속으로 숨기고 왕의 수레를 대신 타고 격전하다가 전사하였다. 그 후 태조는 그의 충절을 기려 익대효절광위갈충위사전공신(翊戴效節匡衛竭忠衛社戰功臣)에 추봉하고 지묘사(智妙寺)를 세워 그의 명복을 빌었으며, 당악 김씨를 하사하였고, 후손들에게 당악군(唐岳郡)을 식읍(食邑)으로 내렸다. 이 후 후손들은 그를 시조로 삼고 당악(唐岳)을 본관으로 하여 세계를 이어오고 있다고 한다. 그의 아들 김승(金陞)은 아버지의 유덕으로 원윤(元尹)에 특배되고 은청광록대부(銀靑光祿大夫) 상서좌복야(尙書左僕射)에 올랐으며, 그의 손자 김자경(金自敬)은 문하평리(門下評理)를 지냈다.

## 본관
당악(唐岳)은 평안남도 중화군(中和郡)과 강남군(江南郡) 일대의 옛 행정구역 이름이다. 고구려 때에는 가화압(加火押)이라 했고, 신라 경덕왕(景德王) 때 당악현으로 고쳤다. 고려 초기에는 서경에 딸린 지역으로 당악촌이라 불리다가 1136년(인종 14) 중화현으로 고치고, 1322년(충숙왕 9) 중화군으로 승격하였다. 1592년(선조 25)에는 도호부로 승격하였고, 1896년(고종 33) 평안남도 중화군과 상원군이 되었다가 1914년 군면 폐합으로상원군이 중화군에 통합되었다. 1952년 12월 행정구역 개편에 따라 중화면 ·동두면 ·율리면 ·용연면 전역과 강동면의 1개리를 합쳐서 이루어졌다. 1963년 평안남도에서 분리하여 평양직할시에 이관되었으며, 2010년 평양직할시에서 황해북도로 편입되었다.

## 과거 급제자
당악 김씨는 조선시대 문과 급제자 4명을 배출하였다.
문과
김여욱(金汝旭) 김용익(金龍翼) 김이적(金履迪) 김치간(金致簡)
무과
김득길(金得吉) 김보덕(金輔德) 김봉래(金鳳來) 김성진(金聲振) 김우정(金禹鼎) 김익창(金益昌) 김재하(金在夏) 김정권(金正權) 김정묵(金正默) 김정식(金正軾) 김종중(金宗重) 김준덕(金峻德) 김치형(金致亨)
생원시
김상화(金象華) 김시형(金時亨) 김용환(金龍煥)
진사시
김걸(金杰) 김만홍(金萬弘) 김양석(金瀁碩) 김여욱(金汝旭) 김정현(金正鉉) 김치대(金致大) 김황석(金滉碩)
음관
김용익(金龍翼)

## 집성촌
- 평안북도 삭주군
- 평안남도 평원군
- 충청북도 제천시

## 같이 보기
- 영평 마씨
- 천녕 견씨
- 전주 연씨